# Siphona trichaeta
Siphona trichaeta är en tvåvingeart som först beskrevs av Louis-Paul Mesnil 1952.  Siphona trichaeta ingår i släktet Siphona och familjen parasitflugor. Inga underarter finns listade i Catalogue of Life.